# Phoebe kwangsiensis
Phoebe kwangsiensis är en lagerväxtart som beskrevs av H. Liu. Phoebe kwangsiensis ingår i släktet Phoebe och familjen lagerväxter. Inga underarter finns listade i Catalogue of Life.